# Pablo Vegetti
Pablo Ezequiel Vegetti Pfaffen (* 15. Oktober 1988 in Santa Fe) ist ein argentinischer Fußballspieler.

## Karriere
Pablo Vegetti begann seine Karriere beim Club Colón de San Justo in der Amateurliga von Santa Fe und kam 2012 in den Profifußball zu Villa San Carlos. 2013 unterschrieb der Offensivakteur in Chile bei den Rangers de Talca, wo er nicht überzeugen konnte und daher in seine Heimat verliehen wurde. Nach weiteren Stationen in der Heimat kam er 2018 zu Central Córdoba, wo er mit 15 Toren in 23 Spielen zu überzeugen wusste. 2019 wechselte er zu Ligakonkurrent CA Belgrano, mit dem ihm 2022 die Meisterschaft der Primera Nacional B und der Aufstieg gelang. Vegetti trug mit 17 Toren als Torschützenkönig einen großen Teil zu diesem Erfolg bei. In der argentinischen Primera División wurde er gemeinsam mit Michael Santos von Talleres mit 13 Treffern geteilter Torschützenkönig. Im August 2023 nahm er das Angebot des brasilianischen Spitzenklubs CR Vasco da Gama an.

## Erfolge
Belgrano
- Primera Nacional B: 2022

## Auszeichnungen
- Torschützenkönig der argentinischen Primera División: 2023
- Torschützenkönig der Primera Nacional B: 2018/19, 2022
- Torschützenkönig der Copa do Brasil: 2024